# Ново-Мариинское водохранилище
Ново-Марии́нское водохранилище (Ново-Мариинский пруд, Ледянское водохранилище) — водохранилище в долине реки Ревды. Расположено на территории муниципального округа Ревда Свердловской области. Плотина находится в посёлке Ледянка, в 18 км от устья Ревды. Подпор водохранилища доходит до села Мариинск. Это одно из крупнейших водохранилищ в Свердловской области по полезной отдаче и величине сливной призмы.

## Цели создания и использование
Ново-Мариинское водохранилище создано в 1966 году, последняя реконструкция проводилась в 1999 году. Целью его создания было обеспечение водой Первоуральско-Ревдинского промышленного узла, поскольку построенное в 1731 году Ревдинское водохранилище с этой задачей справиться уже не могло, несмотря на ряд реконструкций. После создания водоём находился на балансе Первоуральского Новотрубного завода, а осенью 2012 года передан екатеринбургскому МУП «Водоканал».
Водохранилище служит для пополнения лежащего ниже Ревдинского водохранилища (подачи рабочих попусков воды по Ревде), а также является компенсационным для источника водоснабжения Екатеринбурга — Волчихинского водохранилища, обеспечивая многолетнее регулирование стока реки Ревды. Водоём используется также для отдыха; на берегах имеется несколько туристических баз.

## Характеристики водохранилища
Земляная плотина имеет длину 950 м, максимальную высоту 27 м, отметка гребня плотины составляет 333,2 м над уровнем моря. По плотине проходит автодорога со щебёночным покрытием.
Длина водохранилища составляет 11,5 км, максимальная ширина — 1,3 км, средняя глубина 7,6 м, максимальная — 23,5 метра. При наполнении до нормального подпорного уровня (НПУ) (331 м) объём водохранилища составляет 101 млн м³, полезный объём 96,5 млн м³, площадь водного зеркала 13,2 км². Длина береговой линии 48,8 км. Среднегодовой сток в створе гидроузла 19 млн м³, высота призмы сработки 15 м, полезная отдача — 2,65 м³/сек. Имеется несколько небольших островов.
Вода пресная, имеет водородный показатель 7,2—7,7, минерализация в верховьях — до 100 мг/дм³, на остальных участках ‒ до 236 мг/дм³, концентрации биогенных веществ не превышают нормативов, установленных для рыбохозяйственных водоёмов.

## Притоки
В водохранилище впадает несколько рек, основные из них: слева — Ближняя Шумиха, Дальняя Шумиха, Горелка; справа — Тараканиха, Поповка, Круглая и две реки с названием Кислянка. Впадают также несколько безымянных ручьёв. Площадь водосбора составляет 632 км².

## Флора и фауна
Берега водохранилища покрыты смешанными сосново-берёзовыми лесами. В составе фитопланктона 115 видов водорослей: диатомовых (39 % видов), зелёных (32 %) и золотистых (9 %). Зоопланктон представлен 4 видами веслоногих, 8 видами ветвистоусых ракообразных и 6 видами коловраток. На дне и водных растениях обитают также личинки хирономид и других комаров, стрекоз, олигохеты и моллюски. В водохранилище живут как рыбы местных видов, обитавшие в реке Ревде и её притоках ранее: плотва, окунь, щука, уклейка, ёрш, так и отсутствовавшие до строительства водохранилища и изменения гидрологического режима. Из последних можно отметить вселенца леща, а также выпущенных рыбоводами пелядь, сига и судака. По берегам гнездятся водоплавающие птицы, встречаются бобры.

## Охранный статус
Водохранилище входит в состав особо охраняемой природной территории России регионального значения — «Новомариинское водохранилище с окружающими лесами». Общая площадь памятника природы 40 га. Статус определён Постановлением правительства Свердловской области № 41-ПП от 17.01.2001 года.

## Данные водного реестра
По данным государственного водного реестра России, Ново-Мариинское водохранилище относится к Камскому бассейновому округу, водохозяйственный участок реки — Ревда от истока до Новомариинского гидроузла, речной подбассейн — Кама до Куйбышевского водохранилища (без бассейнов рек Белой и Вятки), речной бассейн — Кама. Код объекта в государственном водном реестре — 10010100421411100002160.